# Horta Oest
Horta Oest (Tiếng Tây Ban Nha: Huerta Oeste) là một ’’comarca’’ trong tỉnh Valencia, Cộng đồng Valencian, Tây Ban Nha.

## Các đô thị bên trong
- Alaquàs
- Aldaia
- Manises
- Mislata
- Paterna
- Picanya
- Quart de Poblet
- Torrent
- Xirivella